# فرد بيكر
فرد بيكر (بالإنجليزية: Fred Baker) هو مهندس أمريكي، ولد في 28 فبراير 1952 في كليفلاند في الولايات المتحدة.